# 原舌腹菌属
原舌腹菌属（学名：Protoglossum）是丝膜菌科下的一个属。

## 下属物种
本属包括以下物种：
- 黑原舌腹菌 Protoglossum luteum
- 雪白原舌腹菌 Protoglossum niveum (Vittad.) T.W.May